# Западные Мандельё-Канны
Западные Мандельё-Канны (фр. Mandelieu-Cannes-Ouest) — упразднённый кантон во Франции, в регионе Прованс — Альпы — Лазурный Берег, департамент Приморские Альпы. Входил в состав округа Грас. Код INSEE кантона — 06 36.
До марта 2015 года в состав кантона Западные Мандельё-Канны входило 3 коммуны, из них главной коммуной является Мандельё-ла-Напуль.

## Коммуны кантона
| Коммуна            | Население, чел. (2015) | Почтовый индекс | Код INSEE |
| ------------------ | ---------------------- | --------------- | --------- |
| Канны              | 74 285                 | 06400           | 06029     |
| Мандельё-ла-Напуль | 22 360                 | 06210           | 06079     |
| Теуль-сюр-Мер      | 1 533                  | 06590           | 06138     |

## Население
Население кантона на 2007 год составляло 39 595 человек.
| 1962 | 1968 | 1975 | 1982 | 1990 | 1999   | 2006 | 2007   | 2008 |
| ---- | ---- | ---- | ---- | ---- | ------ | ---- | ------ | ---- |
| —    | —    | —    | —    | —    | 35 996 | —    | 39 595 | —    |

По закону от 17 мая 2013 и декрету от 24 февраля 2014 года количество кантонов в департаменте Приморские Альпы уменьшилось с 52-х до 27-ми. Новое территориальное деление департаментов на кантоны вступило в силу во время выборов 2015 года. После реформы кантон был упразднён. Коммуны Мандельё-ла-Напуль и Теуль-сюр-Мер переданы в состав вновь созданного кантона Мандельё-ла-Напуль (округ Грас).